# Museo Casa de Madera
El inmueble en el que se encuentra actualmente el Museo Casa de Madera fue construido a finales del siglo XlX entre las calles de Constituyentes y Reforma en el Distrito Federal, en los años 70´s fue adquirido por los señores Luis Pastor y Ricardo Flores que posteriormente, y debido a que está hecho de madera, lo desarmaron y trasladaron en menos de un mes al municipio de Tenango del Aire en el Estado de México, lugar en el que actualmente aún se encuentra. Debido a que es la única construcción que está hecha en gran parte de madera en todo el municipio, pronto fue conocida como la “Casa de Madera”.
La Casa de Madera fue utilizada como casa de campo desde los años setenta hasta el año de 1992, año en el cual, los señores Luis y Ricardo originarios del estado de Chiapas y Coahuila respectivamente, ambos coleccionistas de antigüedades, decidieron abrir un museo con las piezas que tiempo atrás, y durante casi medio siglo, habían recolectado durante sus viajes a través de toda la república mexicana, estos viajes llegaban a durar hasta tres meses, tiempo en el cual se ocupaban de buscar y comprar toda clase de antigüedades para la colección que hoy en día es considerada por el Fondo Nacional para la Cultura y las Artes (FONCA), como la segunda mejor de arte aplicado a nivel nacional.
Fue en el año de 1992 que el Museo Casa de Madera abrió por vez primera sus puertas al público, en ese mismo año, el FONCA y el Instituto Mexiquense de Cultura lo reconocieron como un museo.
Actualmente, el Museo Casa de Madera es un museo dedicado a las artes aplicadas que aloja una colección de más de 10 mil piezas agrupadas en 30 salas, en las cuales se tienen diversas exposiciones: Época Prehispánica, La Colonia, Independencia mexicana, Juarista, Tienda del siglo XIX y Revolución mexicana, entre otras. En la exhibición se pueden observar artículos religiosos, juguetes antiguos, mobiliario, instrumentos de arte y en general utensilios de la vida cotidiana como son tostadores de pan, navajas de afeitar, radios, máquinas de escribir, etc. 
Fuente: Sitio web del Museo Casa de Madera https://web.archive.org/web/20160309064713/http://museocasademadera.org/
- Datos: Q25405049